# ادواردو الخاندرو لوپز
ادواردو الخاندرو لوپز (انگلیسی: Eduardo Alejandro López؛ زادهٔ ۱۶ ژوئن ۱۹۸۹) بازیکن فوتبال اهل آرژانتین است.
از باشگاه‌هایی که در آن بازی کرده‌است می‌توان به باشگاه فوتبال اتلتیکو تیگره اشاره کرد.